# Sing (banda sonora)
Sing: Original Motion Picture Soundtrack es la banda sonora de la película musical de animación del mismo nombre de 2016. La banda sonora incluye canciones clásicas realizadas por reparto principal de la película, así como la canción "Faith", que fue escrito específicamente para la película e interpretada por Stevie Wonder y Ariana Grande. La banda sonora fue lanzado el 9 de diciembre, mientras que la película fue estrenada el 21 de diciembre de 2016
Canciones adicionales aparecen en la película fueron "Kira Kira Killer" y "Ninja Re Bang Bang" por Kyary Pamyu Pamyu, pero fueron excluidos de la banda sonora.
La banda sonora fue compuesta por Joby Talbot.

## Lista de canciones

### Edición estándar
| N.º | Título                                | Escritor(es)                                                       | Intérprete(s)                     | Duración |  |
| 1.  | «Faith»                               | Ryan Tedder, Benny Blanco                                          | Stevie Wonder feat. Ariana Grande | 2:42     |  |
| 2.  | «Gimme Some Lovin'»                   | Steve Winwood, Spencer Davis, Muff Winwood                         | The Spencer Davis Group           | 2:54     |  |
| 3.  | «The Way I Feel Inside»               | Rod Argent                                                         | Taron Egerton                     | 1:28     |  |
| 4.  | «Let's Face the Music and Dance»      | Irving Berlin                                                      | Seth MacFarlane                   | 2:54     |  |
| 5.  | «I Don't Wanna»                       |                                                                    | Scarlett Johansson & Beck Bennett | 1:24     |  |
| 6.  | «Venus»                               | Robbie van Leeuwen                                                 | Reese Witherspoon & Nick Kroll    | 2:30     |  |
| 7.  | «Auditions»                           |                                                                    | Sing Cast                         | 2:47     |  |
| 8.  | «Bamboléo»                            | Tonino Baliardo, Chico Bouchikhi, Nicolás Reyes                    | Gipsy Kings                       | 3:25     |  |
| 9.  | «Hallelujah»                          | Leonard Cohen                                                      | Tori Kelly                        | 3:27     |  |
| 10. | «Under Pressure»                      | Freddie Mercury, Brian May, Roger Taylor, John Deacon, David Bowie | Queen featuring David Bowie       | 4:05     |  |
| 11. | «Shake It Off»                        | Taylor Swift, Max Martin, Shellback                                | Kroll & Witherspoon               | 2:00     |  |
| 12. | «I'm Still Standing»                  | Elton John (música), Bernie Taupin (letra)                         | Taron Egerton                     | 3:07     |  |
| 13. | «Set It All Free»                     | Dave Bassett                                                       | Johansson                         | 3:34     |  |
| 14. | «My Way»                              | Paul Anka, Claude François, Jacques Revaux, Gilles Thibault        | MacFarlane                        | 4:16     |  |
| 15. | «Don't You Worry 'bout a Thing»       | Stevie Wonder                                                      | Tori Kelly                        | 4:01     |  |
| 16. | «Golden Slumbers / Carry That Weight» | Lennon–McCartney                                                   | Jennifer Hudson                   | 3:40     |  |

### Edición Deluxe
| N.º | Título                                             | Escritor(es)                                                                                   | Intérprete(s)                     | Duración |  |
| 1.  | «Faith»                                            | Ryan Tedder, Benny Blanco                                                                      | Stevie Wonder feat. Ariana Grande | 2:42     |  |
| 2.  | «Gimme Some Lovin'»                                | Steve Winwood, Spencer Davis, Muff Winwood                                                     | The Spencer Davis Group           | 2:54     |  |
| 3.  | «The Way I Feel Inside»                            | Rod Argent                                                                                     | Taron Egerton                     | 1:28     |  |
| 4.  | «Let's Face the Music and Dance»                   | Irving Berlin                                                                                  | Seth MacFarlane                   | 2:54     |  |
| 5.  | «I Don't Wanna»                                    |                                                                                                | Scarlett Johansson & Beck Bennett | 1:24     |  |
| 6.  | «Venus»                                            | Robbie van Leeuwen                                                                             | Reese Witherspoon & Nick Kroll    | 2:30     |  |
| 7.  | «Auditions»                                        |                                                                                                | elenco de Sing                    | 2:47     |  |
| 8.  | «Around The World»                                 |                                                                                                | Señor Coconut & his Orchestra     | 2:46     |  |
| 9.  | «Bamboléo»                                         | Tonino Baliardo, Chico Bouchikhi, Nicolás Reyes                                                | Gipsy Kings                       | 3:25     |  |
| 10. | «The Wind»                                         |                                                                                                | Cat Stevens                       | 1:43     |  |
| 11. | «Hallelujah»                                       | Leonard Cohen                                                                                  | Tori Kelly                        | 3:27     |  |
| 12. | «Under Pressure»                                   | Freddie Mercury, Brian May, Roger Taylor, John Deacon, David Bowie                             | Queen featuring David Bowie       | 4:05     |  |
| 13. | «Shake It Off»                                     | Taylor Swift, Max Martin, Shellback                                                            | Kroll & Witherspoon               | 2:00     |  |
| 14. | «I'm Still Standing»                               | Elton John (música), Bernie Taupin (letra)                                                     | Egerton                           | 3:07     |  |
| 15. | «Set It All Free»                                  | Dave Bassett                                                                                   | Johansson                         | 3:34     |  |
| 16. | «My Way»                                           | Paul Anka, Claude François, Jacques Revaux, Gilles Thibault                                    | MacFarlane                        | 4:16     |  |
| 17. | «Don't You Worry 'bout a Thing»                    | Stevie Wonder                                                                                  | Tori Kelly                        | 4:01     |  |
| 18. | «Golden Slumbers / Carry That Weight»              | Lennon–McCartney                                                                               | Jennifer Hudson                   | 3:40     |  |
| 19. | «Out To Lunch (títulos finales)»                   |                                                                                                | Joby Talbot                       | 4:24     |  |
| 20. | «Listen To The Music»                              |                                                                                                | Tiki Pasillas                     | 2:15     |  |
| 21. | «Hallelujah (Versión a dueto)»                     |                                                                                                | Jennifer Hudson & Tori Kelly      | 3:28     |  |
| 22. | «Don't You Worry 'Bout A Thing (Versión acústica)» |                                                                                                | Tori Kelly                        | 3:17     |  |
| 23. | «Anaconda»                                         | Onika Maraj, Jamal Jones, Jonathan Solone-Myvett, Ernest Clark, Marcos Palacios, Sir Mix-a-Lot | The Bunnies                       | 2:11     |  |

## Posicionamientos
| Listas (2016)                         | Posición |
| ------------------------------------- | -------- |
| Australia (ARIA)                      | 21       |
| New Zealand Heatseekers Albums (RMNZ) | 6        |
| Taiwanese Albums (Five Music)         | 5        |
| Estados Unidos (Billboard 200)        | 8        |
| Estados Unidos (Soundtrack Albums)    | 1        |